# Sestry učednice Božského Mistra

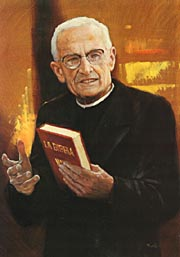
Zakladatel řádu blahoslavený Jakub Alberion

Sestry učednice Božského Mistra (latinsky: Piae Discipulae Divini Magistri), zkratka PDDM, jsou římskokatolická řeholní kongregace, založená 10. února 1924 blahoslaveným Jakubem Alberionem.
Kongregace učednic Božského Mistra je kontemplativní větev Paulínské rodiny. Jejím oficiálním úkolem je následovat a hlásat Ježíše Krista prostřednictvím eucharistického, kněžského a liturgického apoštolátu. Důležitým bodem života každé sestry je eucharistická adorace, při které vyprošuje milosti Paulínské rodině a celému lidstvu.
V komunitách sester učednic si mohou duchovní odpočinout, obnovit cit pro živou liturgii, najít radu a pomoc.
Sestry usilují o to, aby byl každý liturgický akt pochopen a pečlivě prožit v celé své posvátnosti. Všechna tato činnost, odvíjející se ze slavení Eucharistie má jediné poslání: „Stát se živými a aktivními členy církve“.
V České republice sídlí v Brně ve svatoaugustinské farnosti. Provozují obchod Liturgický Apoštolát na brněnském Kapucínském náměstí s e-shopem www.liturgickyapostolat.cz.

## Osobnosti
- Ctihodná Scholastika Rivata